# Rapport Nord-Sud

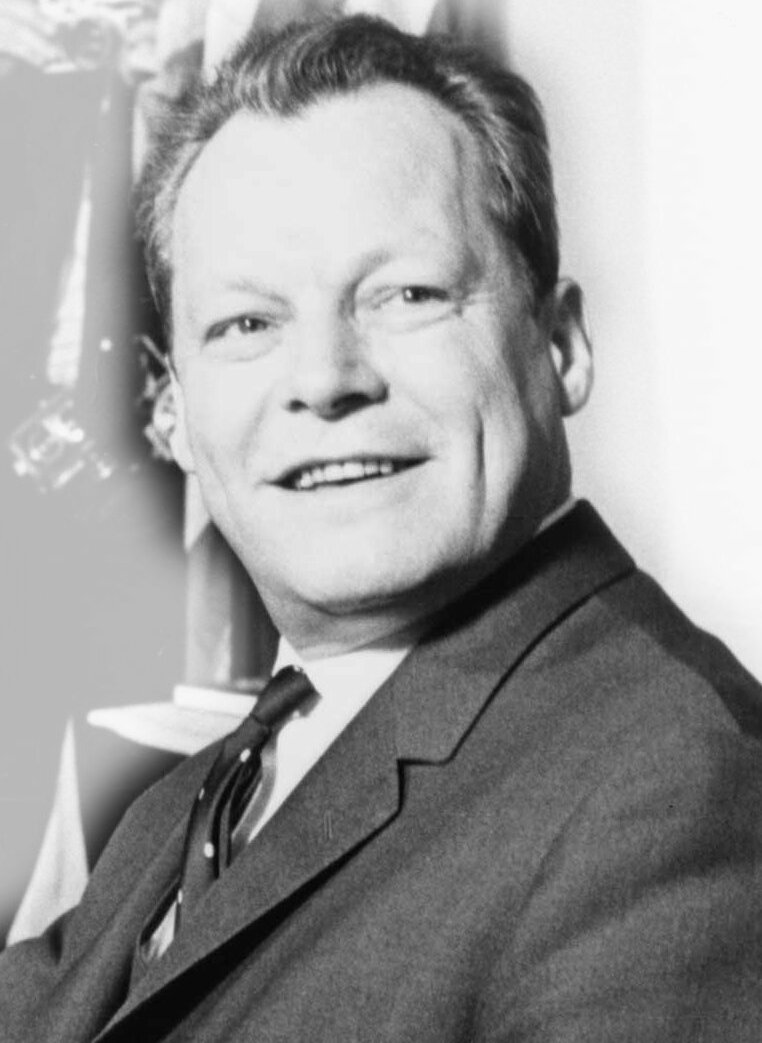
Willy Brandt, président de la commission à l’origine du Rapport nord-sud

Le rapport Nord-Sud est le rapport produit en 1980 par une commission indépendante initiée par l’ex-chancellier social-démocrate allemand Willy Brandt, afin d’étudier en profondeur les problèmes du sous-développement et de la pauvreté dans le monde, à la demande de la Banque mondiale.
Son rapport, intitulé « Nord-Sud : un programme de survie », a permis de diffuser largement une compréhension profonde des différences radicales de développement entre pays du Nord et pays du Sud. Sa couverture qui s’orne d’une carte du monde qui met en évidence la limite nord-sud délimitant le « nord » riche et le « sud » sous-développé a gravé la notion dans les esprits. Il a aussi établi un consensus sur les mesures concrètes à mettre en œuvre  pour réduire les disparités économiques entre le nord et le sud. Cependant, les propositions présentées par les membres éminents et divers de la Commission n’ont jamais été adoptées par les gouvernements en raison de la guerre froide et un manque de volonté politique collective parmi les dirigeants mondiaux.

## Mandat de la Commission Nord-Sud
Fin 1976,  alors qu'il venait d'être élu à la  tête de l’Internationale socialiste, Willy Brandt reçut une lettre du président de la Banque mondiale, Robert McNamara. très préoccupé par l’arrêt des négociations  entre  les  pays  industriels  et  les  pays  en  voie  de  développement  qui avaient été menées depuis 1975 dans le cadre de la conférence sur la coopération économique internationale  de  Paris (CCEI).  McNamara  souhaitait  former une  commission  indépendante de  haut niveau pour créer un dialogue Nord-Sud et en proposait la présidence à Willy Brandt. Après l'acceptation de ce dernier le 14 janvier 1977, l’initiative rencontra une forte résistance du cercle du G77. Après un long travail de persuasion des partenaires internationaux, Willy Brandt put enfin fonder  officiellement  la  nouvelle « commission indépendante sur les  problèmes de développement international », plus couramment nommée « commission  Nord-Sud » ou « Commission  Brandt ». Elle commença son travail le 9 décembre 1977 au château de Gymnich, près de Bonn.

## Membres de la Commission Brandt
Les vingt membres choisis par Willy Brandt venaient  de  sept  pays  industriels  et  de  onze  pays en  voie  de  développement, le "Sud"  était donc majoritaire. Au plan des orientations politiques, la commission était extrêmement diverse ; parmi les représentants du "Nord" se trouvaient par exemple un conservateur, l’ancien Premier ministre britannique Edward Heath, un banquier, l'Américain Peter G. Peterson, un social-démocrate, le Suédois Olof Palme, un socialiste français, Edgard Pisani, un syndicaliste, le Canadien Joe Morris, la journaliste et rédactrice en chef du Washington Post Katharine Graham. Du côté du "Sud", la palette allait du démocrate-chrétien chilien Eduardo Frei au président du parlement algérien Layachi Yaker en passant par le secrétaire général du Commonwealth Shridath Ramphal, de Guyana.

Cette diversité et les qualifications des membres de la Commission Brandt explique son caractère à la fois expert, pluridisciplinaire et humanitaire :
- Willy Brandt, ex-chancelier de la République fédérale d’Allemagne (1969-1974), lauréat du prix Nobel de la paix 1971, président de commission
- Abdlatif Yousef Al-Hamad (Koweit), diplomate et banquier, directeur général du Fonds koweïtien pour le développement économique arabe
- Rodrigo Botero Montoya (Colombie), ancien ministre des finances de Colombie (1974-1976), éditeur et rédacteur en chef du périodique Estrategia Economica y Financiera,
- Antoine Kipsa Dakoure (Haute Volta), ministre du Plan (1970-1976) et ministre coordinateur de lutte contre la sécheresse au Sahel (1973-1975)
- Eduardo Frei Montalva (Chili), ancien président du Chili (1964-1970)
- Katharine Graham (USA), présidente du conseil d’administration de The Washington Post Company, éditrice du Washington Post (1969-1979)
- Edward Heath (Royaume-Uni), ancien Premier ministre (1970-1974),
- Amir H. Jamal (Tanzanie), ministre des Finances, membre du gouvernement depuis 1962,
- Lakshmi Kant Jha (Inde), gouverneur de l’État de Jammu-et-Cachemire, ancien gouverneur de la Banque de réserve de l'Inde (1967-1970), ancien ambassadeur aux États-Unis (1970-1973)
- Khatijah Ahmad (Malaisie), économiste et banquier, fondatrice et directrice générale de KAF Discounts Ltd (société de crédit et services financiers) depuis 1974,
- Adam Malik (Indonésie), vice-président de la république d’Indonésie (1978-1983), président de l’Assemblée nationale indonésienne (1977-1978), ministre des Affaires étrangères (1966-1977), président de l’Assemblée générale des Nations unies (1971-1972)
- Haruki Mori (Japon), ex-ambassadeur en Grande-Bretagne (1972-1975), vice-ministre des Affaires étrangères (1970-1972), ambassadeur auprès de l’OCDE (1964-1967)
- Joe Morris (en) (Canada), président émérite du Congrès du travail du Canada, président du conseil d’administration du Bureau international du travail (1977-1978), vice-président de  la Confédération internationale des syndicats libres (1976-1978)
- Olof Palme (Suède), ex-Premier ministre (1969-1978)
- Peter George Peterson (États-Unis), président du conseil d’administration de Lehman Brothers-Kuhn, Loeb & Co, secrétaire d’État au Commerce (1972-1973)
- Edgard Pisani (France), sénateur, membre du Parlement européen, ministre de l’Équipement (1966-1967), ministre de l’Agriculture (1961-1965) (M. Pisani remplaça M. Mendès-France, qui dut renoncer en 1978 pour raisons personnelles)
- Shridath Ramphal (Guyana), secrétaire général du Commonwealth, ministre des Affaires étrangères et de la Justice (1972-1975), procureur général et ministre d’État pour les Affaires extérieurs (1966-1972)
- Layachi Yaker (Algérie), ambassadeur en URSS (1979-1982), vice-président de l'Assemblée nationale (1977-1979), ministre du Commerce (1969-1977)
- Jan Pronk (Pays-Bas), trésorier honoraire et membre ex officio de la commission, ministre du Développement et de la Coopération (1973-1977), maître-assistant auprès du professeur Jan Tinbergen (1965-1971)
- Göran Ohlin (sv) (Suède), secrétaire exécutif et membre ex officio de la commission, professeur d’économie à l’université d’Uppsala depuis 1969, employé de la Commission Pearson (en) (1968-1969)
- Dragoslav Avramovic (en) (Yougoslavie), directeur du secrétariat et membre ex officio de la commission, cadre au sein de la Banque mondiale (1965-1977), conseiller spécial auprès de la CNUCED sur la stabilisation des cours des marchandises (1974-1975)

## Contenu
La commission Nord-Sud se réunit à dix reprises, pour plusieurs jours, tous les deux-trois mois en neuf sites différents d’Europe, d’Afrique, d’Amérique et  d’Asie. En raison des fortes divergences d’opinions entre ses membres elle mit plus de temps que prévu pour rendre ses conclusions. Après d'âpres et intenses discussions, le rapport final fut terminé en décembre 1979.
Le rapport Brandt observe d'abord qu'une grande disparité de niveau de vie existe de part et d’autre de la limite Nord-Sud et suggère en conséquence d’organiser un grand transfert de ressources des pays développés aux pays en développement. Les pays du Nord sont extrêmement riches en raison de leur succès commerciaux dans le domaine des produits manufacturés, alors que les pays du Sud souffrent de la pauvreté en raison de leur spécialisation dans le commerce des biens intermédiaires, où les revenus d'exportation sont faibles.
La Commission Brandt a proposé un nouveau type de sécurité mondiale. Il a construit sa réflexion sur une perspective pluraliste qui combine plusieurs périls sociaux, économiques et politiques ainsi que les périls militaires classiques.
Dans l'introduction, Willy Brandt mettait en garde avec insistance  contre  un  chaos  international  «  comme  résultat  des  famines, des  effondrements  économiques, catastrophes  environnementales  et  également  du  terrorisme. » « La globalisation des menaces et des provocations – guerre, chaos, autodestruction – demande un type de ‘politique intérieure mondiale’, qui aille bien  au-delà  de  l’horizon  des  clochers, mais  également  au-delà  des  frontières nationales ». Il  plaçait les  aspects  élémentaires  politiques  et  moraux  au  premier  plan  pour  réveiller  les  hommes  et  formulait  des  objectifs  visionnaires :  une  partie  de  l’argent  consacré  aux  dépenses  d’armement  devait, dans le cadre d’un projet de coopération économique international, être réattribuée, et, d’ici l’an 2000, la faim dans le monde devait être vaincue.

## Réception et conséquences du rapport
Le rapport arriva au pire moment possible puisque l’entrée des troupes soviétiques en Afghanistan, fin décembre 1979, bouleversa le climat politique international, oblitérant les chances de la nouvelle politique Nord-Sud.
Willy Brandt remit néanmoins le rapport de la commission au secrétaire général  des  Nations  unies, Kurt  Waldheim, le 12 février 1980.  Le  rapport  Brandt  fit  alors  l’objet d’une consultation officielle au sein de l’organisation mondiale. La répercussion 
publique, à l’époque, resta cependant loin de ce que l’on avait pu espérer, même si le rapport fut traduit en plus de vingt langues et vendu à 350 000 exemplaires dans  le  monde, la  moitié  d’entre  eux  dans  le  seul  Royaume-Uni.  Sa diffusion resta très limitée en Allemagne comme en France ou aux États-Unis.
Bien que très  peu  des  propositions du rapport aient été mises  en  œuvre, un événement mondial en est tout de même résulté : la conférence Nord-Sud de Cancún, au (Mexique) qui se tint en octobre 1981. Afin de mettre œuvre ses propres recommandations, la commission Brandt avait proposé de réunir un sommet réunissant un nombre limité de chefs d’État et de gouvernement issus  des  pays  industrialisés  et  pays  en  voie  de  développement. Willy Brandt estimait qu’un tel sommet mondial limité en nombre, serait plus efficace que les nombreuses et colossales conférences de l’ONU. Finalement 22 chefs d’État et de gouvernement ainsi que le  secrétaire  général  des  Nations  unies se réunirent à Cancún  pour  la  "Conférence internationale pour la coopération et le développement". La mise en place du  sommet  pouvait  être  déjà  considérée  comme  un  succès.

## L’équation Brandt
En 2001, soit vingt ans après la sortie du rapport Nord-Sud, James Quilligan, directeur de la communication pour la Commission Brandt de 1980 à 1987, publia une mise à jour du rapport sous le nom de "L'équation Brandt".

## Archives
- Inventaire du fonds d'archives de la Conférence sur la coopération économique internationale conservé à La contemporaine.